# Мирошниченко, Татьяна Кузьминична
Татьяна Кузьминична Мирошниченко (укр. Тетяна Кузьмівна Мірошниченко; 18 февраля 1933, Пашково — 15 декабря 2009, Запорожье) — украинская и советская театральная актриса, народная артистка УССР.

## Биография
Родилась 18 февраля 1933 года в селе Пашково (ныне Барвенковский район, Харьковская область Украина).
В 1952—1956 годы обучалась в Харьковской консерватории.
С 1956 года по приглашению режиссёра В. Г. Магара выступала на сцене Запорожского украинского музыкально-драматического театра.
Уже в первых ролях (Живка — «Под звездами балканскими» А. Левады, Варя — «Одна ночь» Б. Горбатова, Таня — «В искании радости» В. Розова) она проявила умение глубоко разрабатывать характер, с очаровательной непосредственностью передавать чувства и мысли своих героинь. Следующие работы — Наталка Полтавка (пьеса И. Котляревского), Маруся Богуславка (пьеса М. Старицкого), Харит («Наймичка» И. Карпенко-Карого) открыли высокий профессионализм и большую силу внутреннего мира артистки.
Широкое признание зрителей и критики получила роль Кассандры в одноименной драме Леси Украинки.
В репертуаре Татьяны Мирошниченко — более 160 ролей в спектаклях по украинской и мировой классике, в современных пьесах, среди них: Васса — «Васса Железнова» М. Горького, Мать — «Вей, ветерок!» Я. Райниса, Дженни Герхардт — одноименный спектакль по роману Т. Драйзера.
В последние годы жизни она создала образы тети Моти — «Слобожанский анекдот» по пьесе М. Кулиша, Бабушки — «Восемь любящих женщин» Р. Тома, Бернарди — «Дом Бернарды Альбы» Ф. Г. Лорки.
В течение многих лет преподавала курс сценической речи в музыкальном училище им. Майбороды.

## Награды
- орден «Знак Почёта»
- медаль «За трудовую доблесть» (24.11.1960)
- медали СССР
- народная артистка УССР (1979)